# Ильиных, Кристина Алексеевна
Кристина Алексеевна Ильиных (род. 27 ноября 1994, Екатеринбург) — российская прыгунья в воду. Чемпионка Европы, серебряный и двухкратный бронзовый призёр чемпионата Европы по водным видам спорта. Чемпионка Европы, двухкратный серебряный призёр и двухкратный бронзовый призёр чемпионата Европы по прыжкам в воду. Бронзовый призёр чемпионата мира. Чемпионка России. Заслуженный мастер спорта России.

## Карьера
Тренируется в Екатеринбурге с 2000 года у Натальи Валовой. В юниорской карьере была серебряным призёром первенства Европы-2008 (3 м трамплин), серебряным и бронзовым призёром первенства Европы-2011.
На чемпионате Европы 2014 года стала второй на метровом трамплине.
На чемпионате Европы 2015 года была второй на 3-метровом трамплине.
Участница Олимпийских игр 2016, выступала на 3-метровом трамплине. В полуфинале стала 15-й и выбыла из борьбы.
На чемпионате Европы 2016 года в паре с Надеждой Бажиной выиграла бронзу в синхронном прыжке с 3-метрового трамплина.
На чемпионате Европы 2017 года в паре с Надеждой Бажиной первенствовала в синхронном прыжке с 3-метрового трамплина.
Чемпионка России (2015 — 3 м, 3 м синхро микст; 2015, 2016 — 3 м синхро). Серебряный (2014, 2016 — 3 м; 2012 — 3 м синхро) и бронзовый (2011, 2014 — 1 м) призёр чемпионатов России.
В мае 2021 года, на чемпионате Европы по водным видам спорта, который состоялся в Венгрии, в командных соревнованиях завоевала золотую медаль турнира.
Окончила Уральский государственный университет физической культуры.